# WTA-toernooi van Deerfield Beach
Het WTA-toernooi van Deerfield Beach was een tennistoernooi voor vrouwen dat van 1980 tot en met 1983 plaatsvond in de Amerikaanse plaats Deerfield Beach. De officiële naam van het toernooi was Maybelline Classic.
De WTA organiseerde het toernooi, dat werd gespeeld op de hardcourtbanen van de Deer Creek Racquet Club, om een jaarlijkse prijzenpot van US$ 125.000.
Er werd door 32 deelneemsters per jaar gestreden om de titel in het enkelspel, en door 16 paren om de dubbelspeltitel. Aan het kwalificatietoernooi voor het enkelspel namen 32 speelsters deel, met vier plaatsen in het hoofdtoernooi te vergeven.
De Amerikaanse Chris Evert-Lloyd won alle vier edities. Drie keer was haar landgenote Andrea Jaeger haar tegenspeelster in de finale.

## Finales

### Enkelspel
| Datum      | Naam               | ($)     | Ondergrond        | Winnares    | Verliezend finaliste | Uitslag       | ref   |
| ---------- | ------------------ | ------- | ----------------- | ----------- | -------------------- | ------------- | ----- |
| 1980-10-13 | Maybelline Classic | 100.000 | hardcourt, buiten | Chris Evert | Andrea Jaeger        | 6-4, 6-1      | [ 4 ] |
| 1981-10-12 | Maybelline Classic | 125.000 | hardcourt, buiten | Chris Evert | Andrea Jaeger        | 4-6, 6-3, 6-0 | [ 5 ] |
| 1982-10-04 | Maybelline Classic | 125.000 | hardcourt, buiten | Chris Evert | Andrea Jaeger        | 6-1, 6-1      | [ 1 ] |
| 1983-11-07 | Maybelline Classic | 125.000 | hardcourt, buiten | Chris Evert | Bonnie Gadusek       | 6-0, 6-4      | [ 2 ] |

### Dubbelspel
| Datum      | Naam               | ($)     | Ondergrond        | Winnaressen                    | Verliezend finalistes              | Uitslag       | ref   |
| ---------- | ------------------ | ------- | ----------------- | ------------------------------ | ---------------------------------- | ------------- | ----- |
| 1980-10-13 | Maybelline Classic | 100.000 | hardcourt, buiten | Andrea Jaeger Regina Maršíková | Martina Navrátilová Candy Reynolds | 1-6, 6-1, 6-2 | [ 4 ] |
| 1981-10-12 | Maybelline Classic | 125.000 | hardcourt, buiten | Mary-Lou Piatek Wendy White    | Pam Shriver Paula Smith            | 6-1, 3-6, 7-5 | [ 5 ] |
| 1982-10-04 | Maybelline Classic | 125.000 | hardcourt, buiten | Barbara Potter Sharon Walsh    | Rosie Casals Wendy Turnbull        | 7-6, 7-6      | [ 1 ] |
| 1983-11-07 | Maybelline Classic | 125.000 | hardcourt, buiten | Bonnie Gadusek Wendy White     | Pam Casale Mary-Lou Piatek         | 6-1, 3-6, 6-3 | [ 2 ] |

## Vervolg
In 1984 en 1985 werden toernooien met de naam Maybelline Classic gespeeld in Fort Lauderdale.